# Vampire Killer
Vampire Killer é um jogo eletrônico de plataforma para o computador MSX2, que foi produzido pela Konami e lançado no Japão e Europa em 1986. É uma versão desenvolvida em paralelo com o jogo original, Castlevania (1986), lançado um mês antes para o Famicom Disk System e possuindo o mesmo título no Japão. Entretanto, Vampire Killer foi internacionalizado antes na Europa e, portanto, foi publicado sem o prefixo da série Castlevania, que começou a ser utilizado mundialmente em 1987 quando a versão para NES foi lançada na América do Norte (onde nem Vampire Killer nem a plataforma MSX2 foram lançados).
A premissa do jogo é a mesma vista em vários outros títulos da série Castlevania. Simon Belmont, um caçador de vampiros, aventura-se por dentro do castelo do Conde Dracula com o objetivo de derrotá-lo e restaurar a paz na terra da Transilvânia.

## Jogabilidade
Vampire Killer é visto como o único jogo da série Castlevania que contém vários recursos que não foram vistos em outros jogos que se destinavam a ser remakes do jogo original.[carece de fontes?] Embora contenha uma jogabilidade consideravelmente diferente do Castlevania original, ambos os jogos compartilham da mesma premissa, locais, personagens, inimigos e trilha sonora.[carece de fontes?]
Para avançar no jogo, é necessário adquirir bone keys escondidas nas várias salas dentro do castelo, a fim de abrir as portas para outras salas. Outras peças também podem ser encontradas para possibilitar a abertura de baús de tesouros contendo equipamentos úteis, como escudos de proteção e botas de velocidade. Comerciantes podem ser encontrados ao longo do caminho, principalmente escondidos atrás de paredes destrutíveis, para venda de itens ao jogador.

## Relançamentos
O jogo foi relançado para Wii Virtual Console no dia 17 de dezembro de 2014 no Japão.